# Finlandia na World Games 2017
Finlandię na World Games 2017 reprezentowało 29 sportowców (23 mężczyzn oraz 6 kobiet). Zdobyli łącznie 3 medale (2 indywidualne i jeden zespołowy, dwa brązowe i jeden srebrny).

## Reprezentanci

### Mężczyźni
| Zawodnik          | Konkurencja        | Kategoria                    | Rezultat                   |
| ----------------- | ------------------ | ---------------------------- | -------------------------- |
| Pasi Ahjokivi     | Łucznictwo         | Łuk goły                     | 11. miejsce w eliminacjach |
| Juuso Huhtala     | Łucznictwo         | Łuk standardowy              | 10. miejsce w eliminacjach |
| Sami Johannson    | Unihokej           | mężczyźni                    |                            |
| Miko Kailiala     | Unihokej           | mężczyźni                    |                            |
| Juha Kiviletho    | Unihokej           | mężczyźni                    |                            |
| Mika Kohonen      | Unihokej           | mężczyźni                    |                            |
| Peter Kotilainen  | Unihokej           | mężczyźni                    |                            |
| Janne Lamminnen   | Unihokej           | mężczyźni                    |                            |
| Pyry Luukkonen    | Unihokej           | mężczyźni                    |                            |
| Jussi Piha        | Unihokej           | mężczyźni                    |                            |
| Eemeli Salin      | Unihokej           | mężczyźni                    |                            |
| Nico Salo         | Unihokej           | mężczyźni                    |                            |
| Krister Savonen   | Unihokej           | mężczyźni                    |                            |
| Lauri Stenfors    | Unihokej           | mężczyźni                    |                            |
| Santtu Strandberg | Unihokej           | mężczyźni                    |                            |
| Tatu Vaananen     | Unihokej           | mężczyźni                    |                            |
| Miika Kirmula     | Bieg na orientacje | mężczyźni                    | nie ukończył               |
| Elias Kuuka       | Bieg na orientacje | mężczyźni                    | 27. miejsce                |
| Jesse Laukkarinen | Bieg na orientacje | mężczyźni                    | 24. miejsce                |
| Osku Palermaa     | Kręgle             | indywidualnie                | 6. miejsce w eliminacjach  |
| Osku Palermaa     | Kręgle             | duet                         | 4. miejsce w grupie        |
| Juhani Tonteri    | Kręgle             | duet                         | 4. miejsce w grupie        |
| indywidualnie     | Kręgle             | 16. miejsce w kwalifikacjach |                            |
| Matias Tuomi      | Squash             | mężczyźni                    | eliminacje                 |
| Antti Savolainen  | Trójbój siłowy     | waga lekka                   | 6. miejsce                 |

### Kobiety
| Zawodniczka       | Konkurencja         | Kategoria                    | Rezultat            |
| ----------------- | ------------------- | ---------------------------- | ------------------- |
| Kristina Bjorknas | Ergometr wioślarski | kobiety, open na 500m        | 11. miejsce         |
| Kristina Bjorknas | Ergometr wioślarski | kobiety, waga lekka na 2000m | 7. miejsce          |
| Eliisa Hiltunen   | Kręgle              | indywidualnie                | 19. miejsce         |
| Eliisa Hiltunen   | Kręgle              | duet                         | 3. miejsce w grupie |
| Sanna Pasanen     | Kręgle              | duet                         | 3. miejsce w grupie |
| indywidualnie     | Kręgle              | 20. miejsce                  |                     |
| Jutta Menestrina  | Narciarstwo wodne   | skoki                        |                     |
| Anne Viljanen     | Łucznictwo          | Łuk goły                     | 11. miejsce         |
| Gia Winberg       | boks tajski         | 60 kg                        |                     |